# Гел (Холштајн)
Гел (њем. Göhl) општина је у њемачкој савезној држави Шлезвиг-Холштајн. Једно је од 36 општинских средишта округа Остхолштајн. Према процјени из 2010. у општини је живјело 1.194 становника. Посједује регионалну шифру (AGS) 1055014.

## Географски и демографски подаци
Гел се налази у савезној држави Шлезвиг-Холштајн у округу Остхолштајн. Општина се налази на надморској висини од 19 метара. Површина општине износи 21,2 km². У самом мјесту је, према процјени из 2010. године, живјело 1.194 становника. Просјечна густина становништва износи 56 становника/km².

## Међународна сарадња
| Мјесто     | Држава | Врста сарадње | Од    |
| ---------- | ------ | ------------- | ----- |
| Сакскобинг | Данска | партнерство   | 1975. |
| Извор      |        |               |       |